# توم فيليبس
توم فيليبس (بالإنجليزية:Tom Phillips) معلق معروف في الدبليو دبليو إي . وكان سابقا المعلق الرئيسي للسماكداون، قبل أن يتم استبداله ريتش برينان في 27 أغسطس 2015 حلقة من الدبليو دبليو إي سماكدوون.

## جامعة ولاية بنسلفانياوكلية جونياتا
وكانت أول تجربة البث هانافن باعتبارها مذيع لعبة كرة القدم سنته الثانية من المدرسة الثانوية، حيث لعب أيضا لكرة القدم وسباقات المضمار والميدان. كان ذلك، ثم انه يعرف على الفور أنه يريد أن يكون في الإذاعة الرياضية. يوجد هانافن أيضا شهادة في الصحافة الإذاعية من جامعة ولاية بنسلفانيا وأيضا قضى وقتا يدعو مباريات كرة السلة النسائية لعشرة شبكة كبيرة أثناء وجوده في الكلية. وarticipated هانافن في البرامج الحوارية وفعل اللعب عن طريق اللعب معلنا لكرة السلة، كرة القدم، كرة القدم والبيسبول والكرة اللينة خلال أربع سنوات قضاها في ولاية بنسلفانيا. كما كان المذيع الرائدة في جونياتا كلية كرة السلة وكرة القدم مباراة في 2011-2012. انه يصف نفسه بأنه «محظوظ وفخور أن أكون جزءا من الدبليو دبليو إي.»

## الدبيلو دبليو إي (2012 - الآن)
هانافن يجري المقابلات وراء الكواليس لفي تطبيق الدبيلو دبليو إي على الراو وهو مذيع الرصاص على «الدبيلو دبليو إي النجوم» مع اللون المعلق رينيه يونغ، وكان المذيع الرصاص على سماكدوون يحيط بها من المعلقين لون جيري لولر وبايرون ساكستون، حتى حل محله في إن إكس تي اللعب عن طريق اللعب المعلق، ريتش برينان، في 27 أغسطس 2015 حلقة من الدبيلو دبليو إي سماكدوون.

## وسائل الإعلام الأخرى
هانافن هو أيضا مجموعة من واحدة من سلسلة يوتيوب الأكثر شعبية الدبيلو دبليو إي، و5 أشياء.

## روابط خارجية
- توم فيليبس على موقع IMDb (الإنجليزية)
- توم فيليبس على موقع قاعدة بيانات الفيلم (الإنجليزية)
- توم فيليبس على موقع دبليو دبليو إي (الإنجليزية)
- توم فيليبس على موقع CageMatch worker (الإنجليزية)

- Tom Phillips profile at WWE.com
- Tom Phillips on Twitter